# NGC 1725
NGC 1725 је елиптична галаксија у сазвежђу Еридан која се налази на NGC листи објеката дубоког неба.
Деклинација објекта је - 11° 7' 55" а ректасцензија 4h 59m 22,9s. Привидна величина (магнитуда) објекта NGC 1725 износи 12,8 а фотографска магнитуда 13,8. NGC 1725 је још познат и под ознакама MCG -2-13-28, VV 699, PGC 16488.